# Gustaducina
A gustaducina é uma proteína G associada ao paladar e ao sistema gustativo, encontrada em algumas células receptoras do paladar. A pesquisa sobre a descoberta e o isolamento da gustaducina é recente. É conhecido por desempenhar um grande papel na transdução de estímulos amargo, doce e umami. Seus caminhos (especialmente para detectar estímulos amargos) são muitos e diversos.
Uma característica intrigante da gustaducina é sua semelhança com a transducina. Essas duas proteínas G demonstraram ser estrutural e funcionalmente semelhantes, levando os pesquisadores a acreditar que o sentido do paladar evoluiu de maneira semelhante ao sentido da visão.
A gustaducina é uma proteína heterotrimérica composta pelos produtos da GNAT3 (subunidade {\displaystyle \alpha }), GNB1 (subunidade {\displaystyle \beta }) e GNG13 (subunidade {\displaystyle \gamma }).

## Descoberta
A gustaducina foi descoberta em 1992, quando os iniciadores oligonucleotídes degenerados foram sintetizados e misturados com uma biblioteca de cDNA de tecido gustativo. Os produtos de DNA foram amplificados pelo método de reação em cadeia da polimerase, e oito clones positivos mostraram codificar as subunidades α das proteínas G, (que interagem com os receptores acoplados à proteína G). Destes oito, dois foram previamente mostrados para codificar o bastonete e o cone {\displaystyle \alpha }-transducina. O oitavo clone, {\displaystyle \alpha }-gustaducina, era exclusivo do tecido gustativo.